# مطار دولو
مطار دولو (بالإنجليزية: Dolo Airport) هو مطارٌ يخدم مدينة دولو [الإنجليزية]؛ مدينة في جنوب شرق إثيوبيا، قريبة من الحدود مع الصومال. بُني بين عام 2009 وعام 2012،، ويدعم عمليات المفوضية السامية للأمم المتحدة لشؤون اللاجئين في المنطقة.